# Neurateles crassicornis
Neurateles crassicornis är en stekelart som först beskrevs av Thomson 1897.  Neurateles crassicornis ingår i släktet Neurateles och familjen brokparasitsteklar. Arten är reproducerande i Sverige. Inga underarter finns listade i Catalogue of Life.